# Віктор-Гарбор
Віктор-Гарбор (англ. Victor Harbor) — місто в Південній Австралії.
Місто розташоване на узбережжі півострова Флоро за 80 км на південь від Аделаїди. Місто є найбільшим населеним пунктом півострова. Головними галузями економіки міста є сільське господарство, рибне господарство та різні галузі виробництва. Крім цього, місто є популярним туристичним напрямком, тому його населення в літні місяці значно збільшується.
У місті знаходиться центр по вивченню китів

## Історія
Першовідкривач Метью Фліндерс прибув у ці місця на своєму кораблі «Investigator». Саме він дав назву затоці Енкаутер-Бей після того, як в гирлі річки Муррей він зустрівся з французьким дослідником Ніколя Боденом, який також ходив в цих водах на кораблі «Le Geographic».
У 1837 році в цих місцях були засновані дві китобійні станції, одна з яких розташовувалася в містечку Блафф (Розетта Гед), а інша — безпосередньо навпроти Гранітного острова. Китовий жир став першим експортним продуктом Південної Австралії.